# Diamniadio
Diamniadio es una ciudad de Senegal, ubicada en la región de Dakar.

## Historia

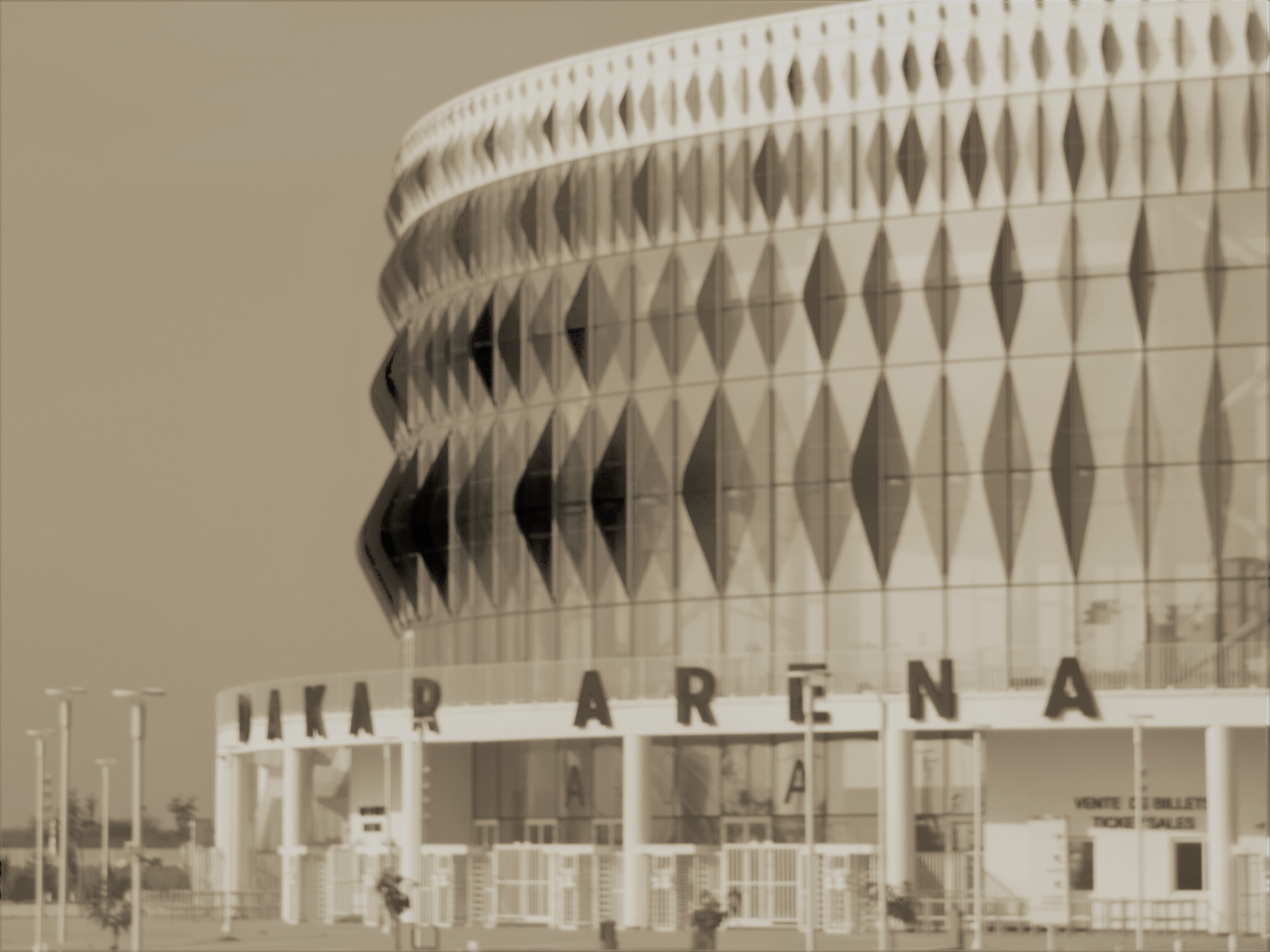
El estadio cubierto Dakar Arena, inaugurado en 2018 y ubicado en Diamniadio

Diamniadio forma parte del programa de desarrollo colectivo del gobierno de Senegal, encabezado por el presidente Macky Sall, para revitalizar la economía de Senegal. El desarrollo de la nueva ciudad se lleva a cabo a alrededor de 30 km de Dakar, cerca del Aeropuerto Internacional Blaise Diagne, inaugurado en diciembre de 2017. Diamniadio Lake City es uno de sus suburbios, nacido con el objetivo de aliviar el desorden residencial y comercial reinante en la capital, Dakar, en donde en la actualidad vive una cuarta parte de los 14 millones de habitantes del país.
La idea detrás del desarrollo de Diamniadio es aliviar la presión demográfica sobre Dakar. Una vez finalizada, la nueva ciudad estará conectada con Dakar a través de una autopista de 32 km creada expresamente para ello y que reducirá el tiempo de viaje de 90 minutos a un promedio de 30 minutos.
Después de una visita en noviembre de 2017, el ministro a cargo del proyecto, Cheikh Kanté, describió el sitio como "completado al 80%". Se habían completado las primeras áreas residenciales, al igual que varios hoteles que inicialmente daban servicio al nuevo aeropuerto. En cambio, avanzan con retraso las zonas industriales, la Universidad Amadou-Mahtar-Mbow y la estación de tren planificada, parte del Train Express Regional.

## Población
Según las estimaciones oficiales de 2007, la población de Diamniadio era de 12 326 personas. En 2019, las proyecciones indicaban que ya contaba con 28 014 habitantes.
Una vez finalizada Diamniadio Lake City, el gobierno espera que alrededor de 300 000 - 350 000 personas se trasladen a la nueva ciudad.

## Transporte
La nueva ciudad está conectada a Dakar por 32 km de autopista de peaje, que en principio ha reducido el tiempo de viaje de 90 minutos a 15-30.
Diamniadio también está conectado a Dakar por una nueva línea ferroviaria, el Train Express Regional, que operó su primer tren en diciembre de 2021 y que forma parte del enlace entre Dakar y el Aeropuerto Internacional Blaise Diagne.